# Heppe de Moor
Heppe de Moor (Den Haag, 12 maart 1938 - Bussum, 29 februari 1992) was een Nederlands beeldend kunstenaar.

## Leven en werk
De Moor werd als leerling van Co Westerik en Henri Boot opgeleid aan de Koninklijke Academie van Beeldende Kunsten in Den Haag. In de jaren tachtig gaf hij les aan de Academie voor Beeldende Kunsten in Rotterdam. 
Als kunstschilder was hij lid van de Haagse Kunstkring. Hij exposeerde tussen 1968 en 1971 bij Galerie Krikhaar in Amsterdam en in het Haags Gemeentemuseum. Later kwam de nadruk in zijn werk steeds meer op monumentale objecten te liggen, uitgevoerd in o.a natuursteen, staal, ferrocement, giethars en rubber, in opdracht van overheid en bedrijfsleven. Veel van deze beelden zijn nog steeds in de openbare ruimte terug te vinden, zoals het Vredesmonument in de Hoekenesgracht in Amsterdam (1986) Breath (1991) in Ommen en de bomen in de Citadel van Den Bosch (1986).
In 1966 trouwde hij met de latere schrijfster Margriet de Moor met wie hij twee dochters kreeg, van wie de een beeldend kunstenaar zou worden, Lara (1969), en de andere schrijver, Marente (1972).

## Tentoonstellingen
- Galerie Krikhaar, Amsterdam (1968)
- Galerie Krikhaar, Amsterdam (1969)
- Haags Gemeentemuseum (1971)
- Museum Fodor, Amsterdam (1972)
- Bonnefantenmuseum, Maastricht (1980)
- Haags Gemeentemuseum (1983)
- Oost-West Forum, Japanse en Nederlandse beeldhouwkunst, Dordrecht (1983)
- Palazzo Farnese Ortona (1984)
- Museum van Hedendaagse Kunst, Roermond (1985)
- Felison Beeckestijn, Velsen (1985)
- Park Beeckestijn, Velsen (1988)
- Beeldenroute Camargue, Esca Nimes, France (1988)
- Galerie Esplanada, Eindhoven (1990)
- Arte Lago, Varèse (1990)

## Selectie beelden in de openbare ruimte en projecten

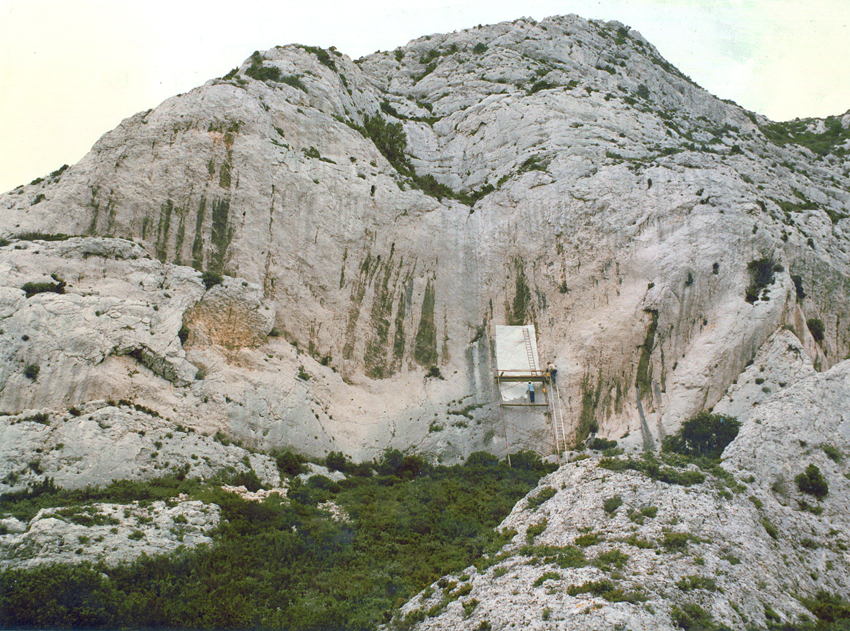
Project Les Alpines Egualières, 1981
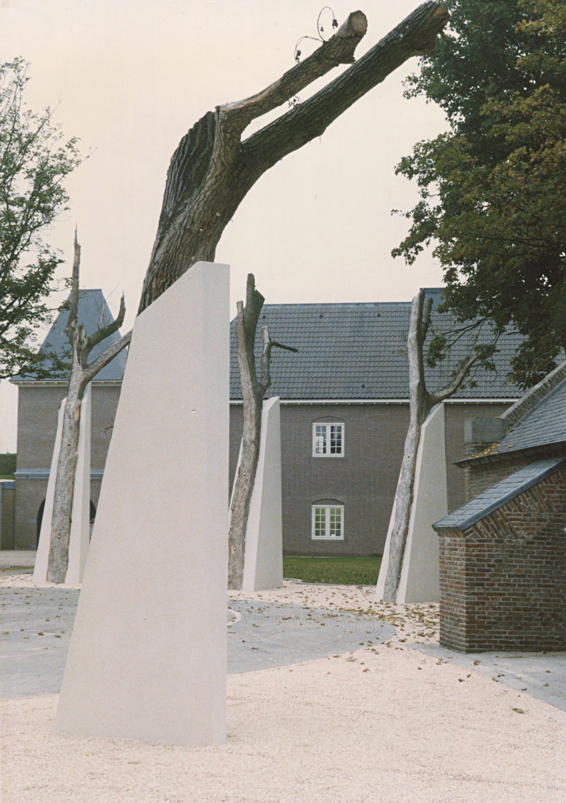
Rijksarchieven Den Bosch, 1985
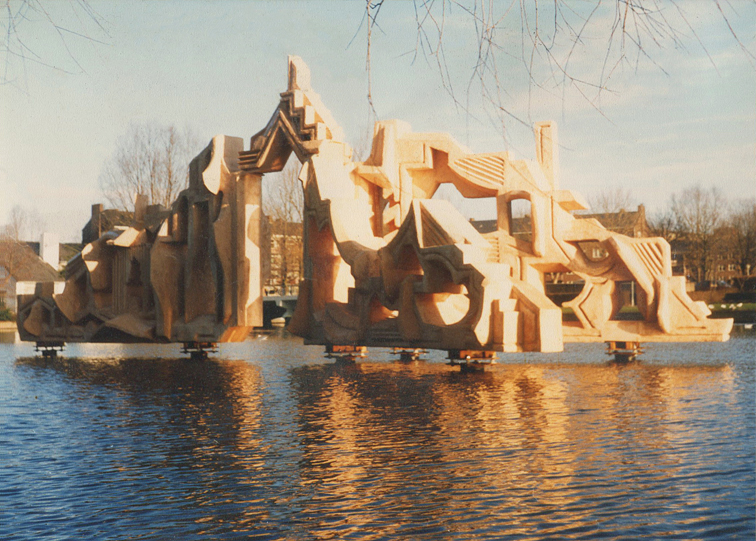
Monument voor de Vrede, Osdorp, Amsterdam 1986

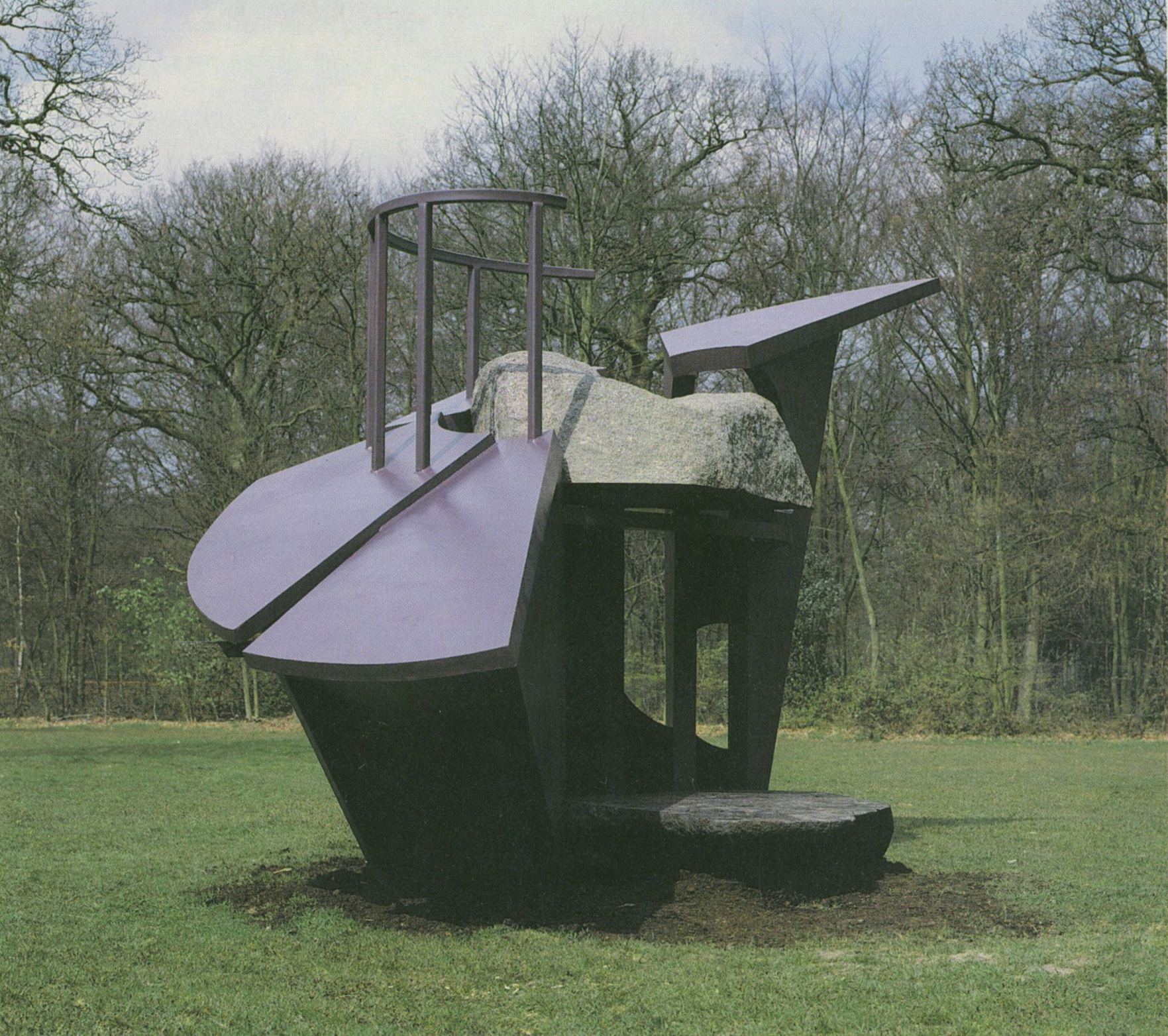
Ciel, Koninklijke Hoogovens, Velsen, 1988
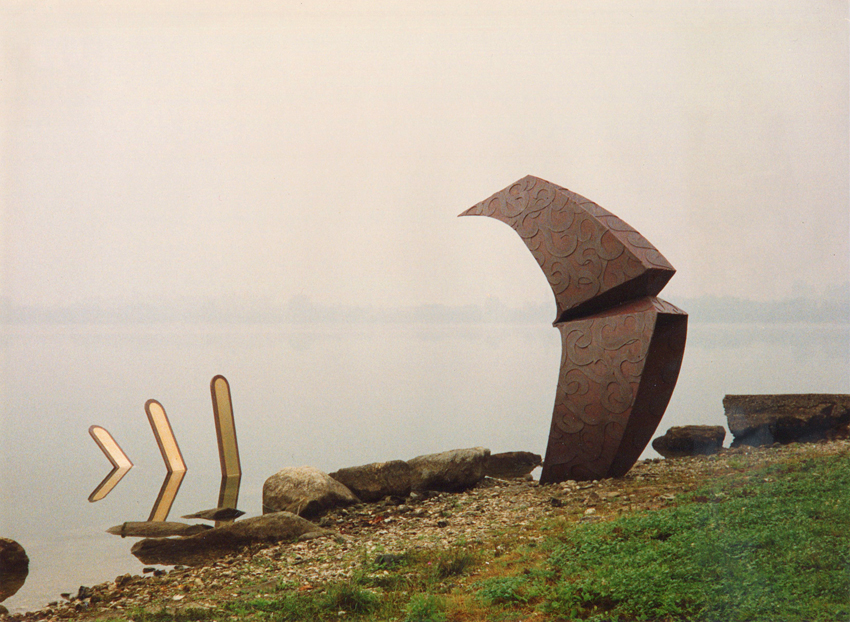
Arte Lago, Varese, 1990
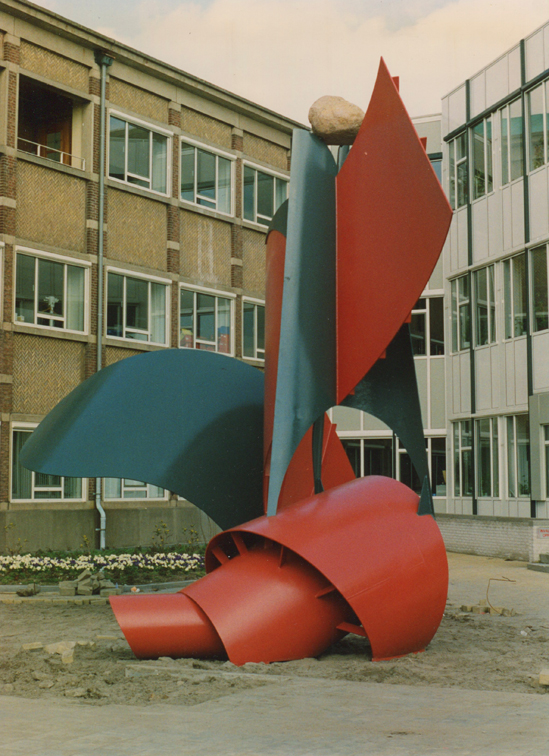
De Beeldhouwer, Stadsdeelraad Rotterdam,1991